# Miklós Németh
Miklós Németh [ˈmikloːʃ ˈneːmɛt]IPA (* 14. ledna 1948 Monok) je maďarský politik a ekonom, poslední premiér socialistického Maďarska (Maďarské lidové republiky) a první premiér tzv. Třetí maďarské republiky. Funkci předsedy vlády zastával v letech 1988–1990.

## Životopis
Nemeth se narodil v Monoku v rodině drobného zemědělce Andráse Németha a Margit Stajz. Základní školu navštěvoval v Szerencsi. Studoval na střední ekonomické škole v Miškovci v letech 1962–1966. Vystudoval ekonomii na Ekonomické univerzitě Karla Marxe v Budapešti (dnešní Korvínově univerzitě), promoval v roce 1971, poté se stal odborným asistentem a později univerzitním profesorem. Byl na stipendijním pobytu programu International Research & Exchanges Board v letech 1975–1976 ve Spojených státech amerických, kde navštěvoval Harvardovu univerzitu. Od roku 1981 pracoval v oddělení hospodářské politiky ústředního výboru vládnoucí Maďarské socialistické dělnické strany, od roku 1986 byl vedoucí oddělení.

### Premiér
Ač byl představitelem Maďarské socialistické dělnické strany, která byla hegemonní stranou komunistického režimu, byl jedním z hlavních konstruktérů přechodu Maďarska k režimu demokratickému.
Přísahu složil 24. listopadu 1988 a do zvolení pákistánské premiérky Bénazír Bhuttové v prosinci 1988 byl nejmladším předsedou vlády na světě.
Za jeho vlády začalo Maďarsko dne 2. května 1989 s demontáží technického signalizačního systému na státní hranici s Rakouskem.
Dne 10. května 1989 provedl výrazné změny ve složení svého kabinetu s důrazem na odbornost s cílem transformovat politický systém a zároveň souhlasil s tzv. spontánní privatizací ekonomiky, která umožnila velké části stranicko-státní elity vyměnit politickou moc za ekonomickou.
Za jeho účasti došlo dne 16. června 1989 ke znovupohřbení popraveného premiéra Imre Nagye (1896–1958) a dne 6. července 1989 došlo k jeho oficiální rehabilitaci maďarským Nejvyšším soudem.
Po uskutečnění Panevropského pikniku dne 19. srpna 1989 a smrti východoněmeckého uprchlíka dne 21. srpna bylo dne 10. září oznámeno jeho klíčové rozhodnutí umožnit občanům východního Německa (NDR) přejet volně hranice na západ, čímž významně přispěl k pádu Berlínské zdi.
Za jeho vlády byla v den 33. výročí zahájení maďarského povstání dne 23. října 1989 Mátyásem Szűrösem z balkonu Országházu slavnostně vyhlášena svobodná Maďarská republika (Třetí Maďarská republika).

### Po předsednictví
V letech 1990–2000 působil v Evropské bance pro obnovu a rozvoj. Poté se vrátil do Maďarska a pokoušel se stát lídrem sociálnědemokratické Maďarské socialistické strany, ovšem neúspěšně, souboj o křeslo šéfa strany prohrál s Péterem Medgyessym, který se posléze stal premiérem.

## Ocenění
V roce 1993 obdržel čestný doktorát Heriotovy-Wattovy univerzity. Dne 20. srpna 2009 převzal z rukou prezidenta Lászla Sólyoma na návrh premiéra Gordona Bajnaie velkokříž Maďarského záslužného řádu. V červnu 2014 mu byla udělena cena Point Alpha.